# Ischnocoelia mirabile
Ischnocoelia mirabile är en stekelart som beskrevs av Borsato 2003. Ischnocoelia mirabile ingår i släktet Ischnocoelia och familjen Eumenidae. Inga underarter finns listade i Catalogue of Life.